# Thal (Pakistan)

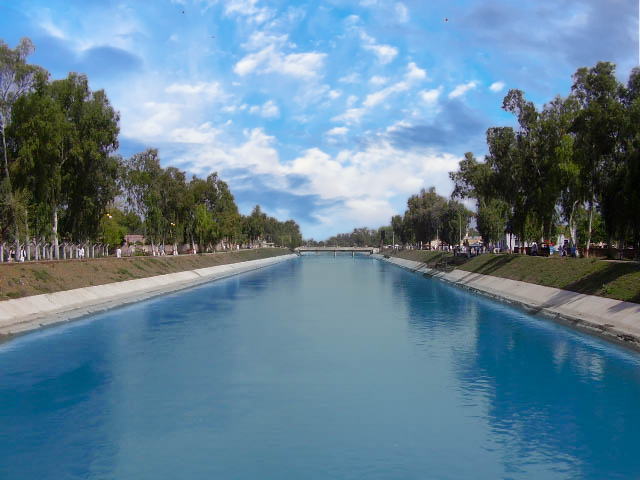
Il canale del Thal.

Il Thal è la sezione centrale del Sindh Sāgar Doāb, nella provincia del Punjab, in Pakistan, ed è situato tra l'Indo e i suoi affluenti Jhelum e Chenāb. Questa regione, che in passato era un deserto, è attualmente irrigata da una serie di canali che si diramano dallo sbarramento di Jinnah sull'Indo. Il Progetto Thal, portato avanti dalla Corporazione per lo Sviluppo dell'Agricoltura, è uno dei più importanti programmi di sviluppo del mondo, che ha permesso l'intensificarsi dell'agricoltura, dell'industria e la costruzione di villaggi e città. Ha consentito la coltivazione di frumento, cotone, riso e canna da zucchero. Sono inoltre state piantate foreste e installate fattorie ove si allevano bovini. Nelle nuove città create dal nulla - Jawharābād, Qāidābād e Liāqatābād - sono stati costruiti lanifici, zuccherifici, industrie tessili e cementifici.